# Łodzianin (gazeta)
Łodzianin – gazeta; organ prasowy Polskiej Partii Socjalistycznej, wychodzący od października 1900 r. jako wydawnictwo konspiracyjne. W II Rzeczypospolitej ukazywał się jako dziennik do wybuchu II wojny światowej.
Pierwszy konspiracyjny numer „Łodzianina” ukazał się w październiku 1900 r. Początkowo drukowany w drukarni londyńskiej PPS, od trzeciego numeru przeniesiono druk do Warszawy.
Gazeta wychodziła nieregularnie do czasu wybuchu rewolucji 1905 roku. Do 1906 roku ukazało się 28 numerów, ale zapotrzebowanie na nią wzrosło w wyniku wydarzeń rewolucyjnych i w samym 1906 r. opublikowano 16 numerów.
Od czerwca 1905 r. druk „Łodzianina” odbywał się w Łodzi, w nielegalnej drukarni PPS obsługiwanej przez Zofię i Antoniego Burkotów.
Gazeta była redagowana m.in. przez Aleksego Rżewskiego, pierwszego prezydenta Łodzi w II RP, oraz Tomasza Arciszewskiego, Premiera RP na uchodźstwie w latach 1944–1947 – obaj należeli do Organizacji Bojowej Polskiej Partii Socjalistycznej.
Po rozłamie w PPS w 1906 r., dwa odłamy partii PPS-Lewica i PPS-Frakcja Rewolucyjna wydawały gazetę pod tym samym tytułem w latach 1907–1908. Od 1908 r. „Łodzianin” stał się wyłącznym organem prasowym PPS-FR. Gazeta ukazywała się także podczas I wojny światowej, od marca 1915 z podtytułem: „organ Okręgu Łódzkiego Polskiej Partyi Socyalistycznej”.
Z gazetą współpracowali m.in. Aleksander Napiórkowski – poseł na Sejm Ustawodawczy (1919–1922) i uczestnik wojny polsko-bolszewickiej, Antoni Purtal – członek zarządu miasta i wiceprezydent Łodzi, Aleksy Rżewski, Tadeusz Waryński – syn Ludwika Waryńskiego, wiceprezydent Łodzi, poseł na Sejm III kadencji w II RP oraz Stanisław Więckowski – działacz społeczny i niepodległościowy, lekarz Wojska Polskiego.